# Библиотечный проезд

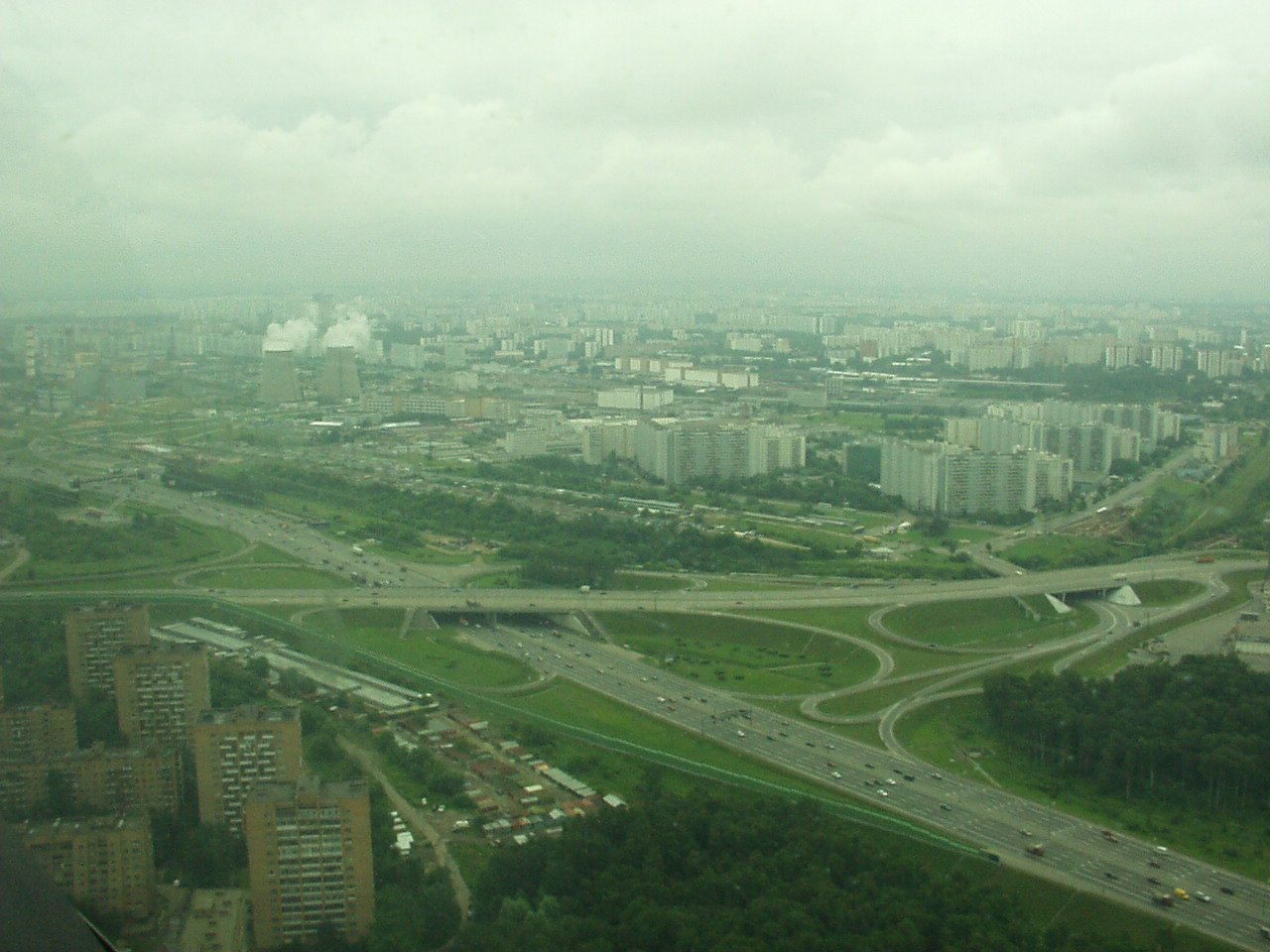
Развязка МКАД и Библиотечного проезда. Фото 2004 года до глобальной реконструкции.

Библиоте́чный прое́зд — эстакада в Северном административном округе города Москвы на территории районов Западное Дегунино и Ховрино. Проходит от улицы Дыбенко до Лихачёвского шоссе (г. Химки).

## Происхождение названия
Эстакада получила своё название в 1990 году (по другой информации — в 1995) в связи с близостью (около 600 м) к Библиотечной улице (г. Химки). Продолжение Библиотечного проезда выводит прямо на Левобережный филиал Российской государственной библиотеки. Тут же рядом находится
Московский государственный университет культуры и искусств, одно из прежних названий которого: «Московский библиотечный институт».

## Описание
Проезд продолжает улицу Дыбенко, начинаясь на территории района Ховрино, проходит над путями Октябрьской железной дороги (граница с районом Западное Дегунино), над МКАД, входит на территорию города Химки и там продолжается Лихачёвским шоссе.
В апреле 2014 года в связи со строительством Северо-Восточной хорды движение через пути Октябрьской железной дороги по проезду было перекрыто ориентировочно до 2015 года. Тем не менее проезд был открыт 1 сентября 2014 года, несмотря на активно продолжающуюся реконструкцию развязки.
Направление — с юга на север. Зданий и сооружений в проезде нет, за исключением поста ДПС у самого начала. Примыкания слева и справа идентичны друг другу: съезды на МКАД (в оба направления) и к улицам Краснополянская и Маршала Федоренко.
После окончания масштабной реконструкции, длившейся несколько лет, к июню 2015 года Библиотечный проезд стал единственной в России пятиуровневой транспортной развязкой (Бусиновская развязка). Максимальная высота пролётного строения составила 35 метров.

## Общественный транспорт
По проезду проходят автобусы, курсирующие по маршруту «Метро „Речной Вокзал“ (Москва) — г. Химки» и «Метро „Речной Вокзал“ (Москва) — г. Долгопрудный».
- Станция метро «Ховрино» — в 220 метрах от начала проезда.
- Ж/д станция «Ховрино» — в непосредственной близости от проезда.